# 93 (số)
93 (chín mươi ba) là một số tự nhiên ngay sau 92 và ngay trước 94.